# 이그젝티브 쉬트
이그젝티브 쉬트(Executive Suite)는 미국에서 제작된 로버트 와이즈 감독의 1954년 영화이다. 윌리엄 홀든 등이 주연으로 출연하였고 존 하우스먼 등이 제작에 참여하였다.

## 출연

### 주연
- 윌리엄 홀든
- 준 앨리슨
- 바버라 스탠윅

### 조연
- 프레드릭 마치
- 월터 피전
- 셸리 윈터스
- 폴 더글러스
- 루이 캘헌
- 딘 재거
- 니나 포크
- 팀 콘시딘
- 윌리엄 핍스
- 에드가 스테리
- 메리 애덤스
- 버지니아 브리삭
- 해리 섀넌
- 존 배너
- 네스던 부스
- 윌리스 부쉐이
- 헬렌 브라운
- 폴 브라이어
- 필 챔버스
- 조나단 코트
- 버트 데이비슨
- 아베 디노비치
- 존 듀스티
- 미미 도일
- 로이 잉겔
- 라울 프리먼
- A. 캐머런 그랜트
- 존 헤들로
- 메리 앨런 호캔슨
- 마이크 랠리
- 리처드 랜드리
- 케이 맨스필드
- 메이 맥애보이
- 존 맥키
- 맷 무어
- 버트 머스틴
- 메이디 노먼
- 댄 리스
- 칼 세시
- 거스 쉴링
- 찰스 워겐하임
- 윌슨 우드

## 제작진
- 협력프로듀서: 주드 킨버그
- 미술: 에드워드 C. 카르파그노
- 미술: 세드릭 기븐스
- 의상: 헬렌 로즈